# سلول کشنده طبیعی
سلول‌های کشنده طبیعی (به انگلیسی: Natural killer cell) (NK cells) لنفوسیتهایی از دستگاه ایمنی بدن هستند که در ایمنی سلولی و ایمنی ذاتی (Innate immune system) دخیل هستند. این سلول‌ها جزء دستگاه ایمنی ذاتی بدن هستند.

## عملکرد
سلولهای کشنده طبیعی با واسطه سیتوتوکسیسیتی می‌توانند اهداف خود را بدون وجود آنتی‌ژنهای سازگاری نسجی (MHC = Major histocompatibility complex) شناسایی کنند. سلول‌های کشنده طبیعی اولین خط دفاعی در از بین بردن سلول‌های سرطانی و سلول‌های آلوده به ویروس می‌باشند. کاهش فعالیت این سلول‌ها می‌تواند با بروز، استقرار و گسترش بسیاری از سرطانها، عفونتهای ویروسی، سندرمهای نقص ایمنی و بیماریهای خودایمنی همراه باشد. سلول‌های NK، رده‌ای از سلول‌های مرتبط با لنفوسیت‌ها هستند که سلول‌های آلوده را شناسایی می‌کنند و با کشتن مستقیم این سلول‌ها یا ترشح سایتوکاین‌های التهابی، پاسخ می‌دهند.سلول‌های NK، شامل ۵ تا ۲۰٪ از سلول‌های تک هسته‌ای خون و طحال می‌باشند. اصطلاح کشنده طبیعی، به این معنی می‌باشد که اگر این سلول‌ها را از خون یا طحال جدا کنند، بدون نیاز به فعال‌سازی اضافی، می‌توانند سلول‌های هدف مختلف را بکشند و نیازی به وجود خاطره نمی‌باشد.